# Kiera Aitken
Kiera Leigh Aitken (Devonshire, Bermudes, 31 d'octubre de 1983) és una nedadora de Bermudes, especialista en 50 i 100 m esquena.
Formada a la Universitat de Dalhousie del Canadà, va competir amb el CN Barcelona des de la temporada 2006-07 fins a la 2011-12 amb el qual va aconseguir dos campionats de Catalunya en 50 m esquena, tres en 100 m esquena i un campionat d'Espanya en 50 m esquena el 2007. Per altra banda. també va participar al Circuit Català de Trofeus de Natació, essent la primera en l'especialitat de 100 m esquena en la Lliga Catalana de clubs el 2009. La mateixa temporada va ser campiona d'Espanya representant Catalunya en 4 × 100 m estils, medalla de plata en 4 × 50 m estils i medalla de bronze en 4 × 50 m lliure. Representant el seu país, va participar en els Jocs Olímpics d'Atenes 2004 i de Pequín 2008 així com als Campionat del Món de Natació de 2007 i 2009 i els Jocs de la Commonwealth de 2006 i 2010.
Considerada com una de les nedadores de més èxit de Bermudes, té els records nacionals de 50 i 100 m lliures, 50, 100 i 200 m esquena. A més, ha estat escollida com la millor atleta de l'any de Bermudes el 2004 i el 2009.

## Palmarès
- 2 Campionats de Catalunya en 50 m esquena: 2007, 2008
- 3 Campionats de Catalunya en 100 m esquena: 2007, 2008, 2010
- 1 Campionat d'Espanya en 50 m esquena: 2007
- 2 Millor atleta de l'any de Bermudes: 2004, 2009